# La guerre est déclarée
La Guerre est déclarée (internationale titel: Declaration of War) is een Franse film uit 2011 van de hand van Valérie Donzelli. Donzelli schreef het script samen met Jérémie Elkaïm. Beiden speelden eveneens een hoofdrol. De film is gebaseerd op waar gebeurde feiten in het leven van Donzelli en Elkaïm. De twee hadden ooit een relatie, waar tijdens ze te maken hadden met een hevig ziek zoontje. De film, uitgebracht op 31 augustus 2011, werd lovend ontvangen. De film werd geselecteerd als Franse inzending in de categorie voor Beste niet-Engelstalige film van de Academy Awards (Oscar), maar de film haalde de finale niet.

## Rolverdeling
- Valérie Donzelli als Juliette
- Jérémie Elkaïm als Roméo Benaïm
- César Desseix als Adam (18 maanden oud)
- Gabriel Elkaïm als Adam (8 jaar oud)
- Brigitte Sy als Claudia, Roméo's moeder
- Elina Löwensohn als Alex, Claudia's echtgenote
- Michèle Moretti als Geneviève, Juliette's moeder
- Philippe Laudenbach als Philippe, Juliette's vader
- Bastien Bouillon als Nikos
- Béatrice De Staël als Doctor Prat, kinderarts
- Anne Le Ny als Doctor Fitoussi, neuroloog
- Frédéric Pierrot als Doctor Sainte-Rose, chirurg
- Jennifer Decker als een meisje op het feest van Jeanne

## Prijzen en nominaties
| Jaar | Prijs                                 | Categorie                                   | Genomineerde(n)                                | Uitslag     |
| ---- | ------------------------------------- | ------------------------------------------- | ---------------------------------------------- | ----------- |
| 2011 | Gijón International Film Festival     | Grand Prix Asturias voor beste Film         | Declaration of War                             | Gewonnen    |
| 2011 | Gijón International Film Festival     | Beste acteur                                | Jérémie Elkaïm                                 | Gewonnen    |
| 2011 | Gijón International Film Festival     | Beste actrice                               | Valérie Donzelli                               | Gewonnen    |
| 2011 | Filmfestival Parijs                   | Juryprijs voor beste lange speelfilm        | Declaration of War (Valérie Donzelli)          | Gewonnen    |
| 2011 | Filmfestival Parijs                   | Publieksprijs                               | Valérie Donzelli                               | Gewonnen    |
| 2011 | Filmfestival Parijs                   | Bloggersprijs                               | Valérie Donzelli                               | Gewonnen    |
| 2012 | César 2012                            | Beste Film (Meilleur film)                  | Declaration of War                             | Genomineerd |
| 2012 | César 2012                            | Beste regisseur (Meilleur réalisateur)      | Valérie Donzelli                               | Genomineerd |
| 2012 | César 2012                            | Best Actrice (Meilleure actrice)            | Valérie Donzelli                               | Genomineerd |
| 2012 | César 2012                            | Beste scenario (Meilleur scénario original) | Jérémie Elkaïm, Valérie Donzelli               | Genomineerd |
| 2012 | César 2012                            | Beste montage (Meilleur montage)            | Pauline Gaillard                               | Genomineerd |
| 2012 | César 2012                            | Beste geluid (Meilleur son)                 | André Rigaut, Laurent Gabiot, Sébastien Savine | Genomineerd |
| 2012 | Étoiles d'Or                          | Beste scenario                              | Jérémie Elkaïm, Valérie Donzelli               | Gewonnen    |
| 2012 | Internationaal filmfestival Hong Kong | SIGNIS Award                                | Valérie Donzelli                               | Genomineerd |
| 2012 | Internationaal filmfestival Hong Kong | SIGNIS Award - Special Mention              | Valérie Donzelli                               | Gewonnen    |